# Хронологија СФРЈ и СКЈ јул 1966.
Хронолошки преглед важнијих догађаја везаних за друштвено-политичка дешавања у Социјалистичкој Федеративној Републици Југославији (СФРЈ) и деловање Савеза комуниста Југославије (СКЈ), као и општа политичка, друштвена, спортска и културна дешавања која су се догодила у току јула месеца 1966. године.
| ← јун | ← јун | ← јун | ← јун | ← јун | ← јун | ← јун | ← јун | ← јун | Хронологија СФРЈ и СКЈ током 1966. године | Хронологија СФРЈ и СКЈ током 1966. године | Хронологија СФРЈ и СКЈ током 1966. године | Хронологија СФРЈ и СКЈ током 1966. године | Хронологија СФРЈ и СКЈ током 1966. године | Хронологија СФРЈ и СКЈ током 1966. године | Хронологија СФРЈ и СКЈ током 1966. године | Хронологија СФРЈ и СКЈ током 1966. године | Хронологија СФРЈ и СКЈ током 1966. године | Хронологија СФРЈ и СКЈ током 1966. године | Хронологија СФРЈ и СКЈ током 1966. године | Хронологија СФРЈ и СКЈ током 1966. године | Хронологија СФРЈ и СКЈ током 1966. године | Хронологија СФРЈ и СКЈ током 1966. године | Хронологија СФРЈ и СКЈ током 1966. године | август → | август → | август → | август → | август → | август → | август → |
| 1     | 2     | 3     | 4     | 5     | 6     | 7     | 8     | 9     | 10                                        | 11                                        | 12                                        | 13                                        | 14                                        | 15                                        | 16                                        | 17                                        | 18                                        | 19                                        | 20                                        | 21                                        | 22                                        | 23                                        | 24                                        | 25       | 26       | 27       | 28       | 29       | 30       | 31       |

### 1. јул
- На Брионима одржана Четврта пленарна седница Централног комитета Савеза комуниста Југославије (ЦК СКЈ) на којој су разматрани актуелни проблеми у вези са „негативним деловањем” неких органа службе безбедности и штетне последице тог деловања на развој система и рад Централног комитета СКЈ. Након уводног излагања генералног секретара СКЈ Јосипа Броза Тита, председник Комисије Извршног комитета ЦК СКЈ Крсте Црвенковски поднео је Извештај о стању, методу руковођења и појавама злоупотреба у органима Државне безбедности у 13 тачака. Потом је отворена расправа чланова Централног комитета, у којој су између осталих учествовали — Александар Ранковић, Вељко Ковачевић, Јован Веселинов, Светозар Вукмановић, Цвијетин Мијатовић, Владо Поповић, Светислав Стефановић Ћећа и др, након чега је усвојен извештај Комисије Извршног комитета. На Пленум је осуђена „етатистичко-бирократска концепција и антисамоуправно деловање”, усвојена оставка Александра Ранковића на чланство у ЦК и ИК ЦК СКЈ; усвојена одлука да се Светислав Стефановић искључи из ЦК СКЈ и чланства СКЈ и дата препорука Савезној скупштини да га разреши дужности члана СИВ, донета је препорука Савезном извршном већу да изврши реорганизацију Управе државне безбедности. Пленум је уместо Ранковића, за секретара ИК ЦК СКЈ изабрао Мијалка Тодоровића, а за члана Извршног комитета кооптирао Милентија Поповића; за члана ЦК СКЈ, уместо Стефановића, кооптиран је Добривоје Радосављевић.[1][2][3][4][5]

### 4. јул
- У посети Народној Демократској Републици Алжир, од 4. до 10. јула, на позив Фронта националног ослобођења (ФНЛ) и Владе Алжира, боравила југословенска државно-партијска делегација, која је присуствовала прослави четврте годишњице независности Алжира (1962). У посете вођени су разговори са председником Револуционарног савета Алжира Хуари Бумедијеном, као и са члановим Извршног комитета ФНЛ, током којих су размењена мишљења о даљем унапређењу сарадње између СКЈ и ФЛН и о предстојећој посети председника Бумедијена Југославији.[1]
- У посети Немачкој Демократској Републици, као гост Националног фронта НДР, од 4. до 14. јула, боравила делегација Социјалистичког савеза радног народа Југославије (ССРНЈ), коју је предводио председник Лазар Колишевски.[1]

- Поводом обележавања Дана борца и двадесетпетогодишњице устанка, у Јасеновцу, на месту некадашњег усташког концентрационог логора, свечано откривен Споменик Камени цвет, аутора Богдана Богдановића. Споменик је открио Ђуро Пуцар Стари председник Савезног одбора Савеза удружења бораца Народноослободилачког рата Југославије (СУБНОР).[6][7]

### 5. јул
- На Брионима, поводом обележавања Дана борца и двадесетпетогодишњице устанка, председник СФРЈ Јосип Броз Тито примио групу од сто представника борачких организација из свих република и покрајина, који су му пренели поздраве и честитке бораца поводом двадесетпетогодишњице револуције.[8][9][10]
- У Београду одржана седница Савезног и Привредног већа Савезне скупштине на којој је усвојен Друштвени план привредног развоја Југославије до 1970. године чији је основни циљ био сталан пораст животног стандарда, јачање улоге непосредних произвођача, јачања улоге непосредних произвођача у процесу репродукције и убрзани развој недовољно развијених подручја.[1]

### 10. јул
- У посети Југославији, од 10. до 12. јула, на позив председника СФРЈ Јосипа Броза Тита, боравила председница Владе Индије Индира Ганди. У току боравка на Брионима, вођени су разговори између Индире Ганди и председника Јосипа Броза Тита о билатералним односима између две земље, као и о најважнијим међународним питањима.[1][2][11][12][13]

### 14. јул
- У Београду одржана заједничка седница свих већа Савезне скупштине на којој је прихваћена оставка савезног посланика Александра Ранковића на функцију потпредседника Републике. За новог потпредседника Скупштина је изабрала Кочу Поповића, који је ову функцију обављао до краја мандата јуна 1967. године. На истој седници, за новог члана Савезног извршног већа, уместо Светислава Стефановића, изабран је Риста Антуновић.[14][15][2][1]

### 15. јул
- У Београду одржана прва седница Комисије за развој и реорганизацију Савеза комуниста Југославије на којој је дискутовано о методу и начину спровођења реорганизације Савеза комуниста. Током дискусије посебно је наглашено да се расправа о месту и улози Савеза комуниста не сведе на претресање организационих питања, него покрене фундаментални, теоријски и практични проблеми деловања Савеза комуниста у систему самоуправљања. Комисија је на седници формирала пет група које ће се бавити изучавањем појединих питања.[1]

### 26. јул
- У римском амфитеатру у Пули, од 26. јула до 1. августа, одржан XIII „Фестивал југословенског филма“, током кога је приказано 20 домаћих филмова. Одлуком жирија за најбољи филм проглашен је филм Понедељак или уторак, редитеља Ватрослава Мимице. Награду Златна арена добили су — Ватрослав Мимица за режију филма Понедељак или уторак; Звонимир Берковић и Симон Дракул за сценарио филма Рондо, односно До победе и даље; Мира Ступица за главну женску улогу у филму Рој; Антун Налис и Реља Башић за главну мушку улогу у филму Поглед у зјеницу сунца, односно Рондо и Томислав Пинтер за сниматељски рад у филмовима Понедељак или уторак и Рондо.[16]